# Shandong (repülőgép-hordozó)
A Shandong (kínaiul:  山东舰, pinjin: Shāndōng Jiàn), egy első generációs kínai repülőgép-hordozó. Kína második repülőgép-hordozója, a Liaoning után, és az első amit Kínában építettek. A Shandongot egy Type 001A típusú hordozónak tervezték, de végül Type 002A típusú lett belőle.

## Története
A Shandongot a Talieni hajógyárban építették, a kínai Liaoning provinciában.  A Xinhua szerint a gyártást 2013 novemberében kezdték, és a hajótest 2015 márciusában helyezték szárazdokkba.

## Kialakítása
Kialakítása nagyban Kína első repülőgép-hordozóján a Liaoningon alapszik, amit a szovjet Kuznyecov-osztályú Varjag hajóból építettek át.
A Kuznyecov-osztály többi tagjához hasonlóan, ezen hajó orrában is helyet kapott a síugrósánc típusú felszállópálya. A hajót nyolc gőzturbina hajtja, csakúgy mint a Liaoningot. 315 méter hosszú, és tömege körülbelül 55000 tonna.

## Fordítás
- Ez a szócikk részben vagy egészben  a   Chinese aircraft carrier Shandong című angol Wikipédia-szócikk fordításán alapul.  Az eredeti cikk szerkesztőit annak laptörténete sorolja fel. Ez a jelzés csupán a megfogalmazás eredetét és a szerzői jogokat jelzi, nem szolgál a cikkben szereplő információk forrásmegjelöléseként.